# Viorel Sâmpetrean

## Biografie
Viorel Sâmpetrean s-a născut în comuna Purcăreni, din județul Brașov, din părinții Ioan și Elvira. A terminat școala generală la Purcăreni, iar apoi liceul Unirea din Brașov în perioada 1968-1972.

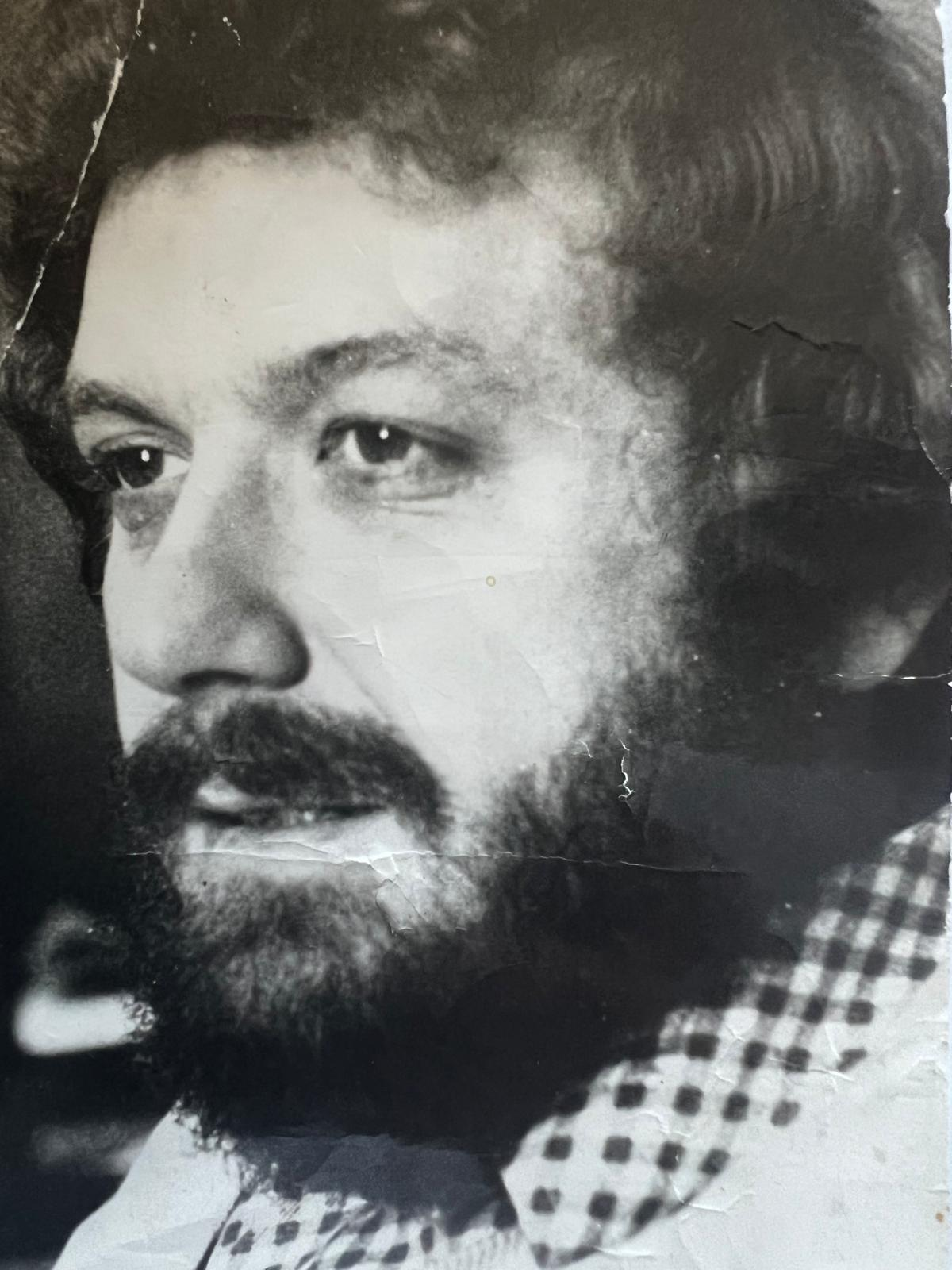

Absolvent al Facultății de Filologie din București, secția română-franceză, cu lucrarea Introducere în po(i)etica lui Geo Bogza. Șef de comisie -Al. Piru, șef de lucrare Nicolae Manolescu (1978). A absolvit, totodată, Cursuri de Etică și de Management între anii 2011 – 2013. Între anii 2002 -2018 a fost consilier pe probleme de comunicare în Guvernul României.

## Activitate publicistică și literară
- A debutat în revista Astra (Brașov), 1971.
- Până în 1989, redactor la Scânteia tineretului. Colaborator cu versuri, reportaje la Luceafărul, România literară, Astra, Amfiteatru, etc.
- După 1989: redactor și secretar general de redacție la Zig-Zag și Expres, redactor șef la Europa Liberă (gazetă editată de Expres).
- 1996-2002: redactor șef-adjunct la Azi, coordonator al suplimentelor Fețele culturii, Azi-literar și ABC.

- Membru al Uniunii Scriitorilor din 1993.

## Volume tipărite
- Vară de amiază, editura Junimea 1978, premiul Uniunii Scriitorilor și al Junimii la festivalul Nicolae Labiș, 1975
- Amiaza lui Empedocle, editura Cartea Românească, 1983
- Îngerul exterminator, editura Cartea Românească, 2002
- Cartea lui Ionuț, basm în versuri, 2002
- Ardealul, editura Viitorul Românesc, 2003
- Powder-uimire, editura Deliana, 2006
- Războiul sfârșitului lumii nu va avea loc, editura Deliana, 2008, antologie de autor cu o prefață de Eugen Simion
- Iubire-la capătul nopții-ghilotina, jurnal-eseu, editura Nouă, 2010
- (Contra)bandă cu moravuri subțiri, editura AmandaEdit, 2011
- În triunghi nu pătrund lasere, editura Tracus Arte, 2017
- Amiaza lui Empedocle. 66 de poesii, editura Renașterea Bucovineană, Antologie de autor 2019 Cu un Studiu introductiv de Ioan Adam

## Scenarii radiofonice
- Întoarcerea din cruciadă (după Radu Gyr)
- Libertatea de a trage cu pușca (după Geo Dumitrescu)
- Heraldica iubirii (după Radu Cârneci) – difuzate pe Canalul Radio România Cultural.
- Rubrica bisăptămânală Radiografii culturale (Radio România Cultural), 1996-2005

## Distincții
- Distincția Culturală, Academia Română, 2001.
- Premiul de poezie: Asociația Scriitorilor din București, 2007 (pentru volumul Powder-uimire).